# Fritz Tobiesen
Frederik Christian Heinrich Emil Tobiesen (kaldet Fritz) (14. maj 1829 i København – 29. maj 1908 København) var en dansk indenrigsminister og jernbanekommissarius, bror til officeren Vilhelm Tobiesen. Han var mere embedsmand end politiker og satte ikke de store politiske fingeraftryk. Desuden kunne han optræde med en kølig arrogance, der isolerede ham i det politiske liv.
Han var søn af oberst Frederik Carl Vilhelm Tobiesen (1797-1867) og Mariane Dorothea f. du Plat (1806-1884). Han fødtes 14. maj 1829 i København, blev student 1847 og juridisk kandidat 1853, 1854 assistent i Indenrigsministeriet, 1855 assistent i Ministeriet for Monarkiets fælles indre Anliggender, 1857 auditør, 1863 overauditør, 1864 byfoged i Præstø og birkedommer i Vordingborg nordre Birk. 1869 udnævntes han til justitsråd, hvilken titel han senere frasagde sig.
I 1866 valgtes han som medlem af Landstinget for 3. kreds; han genvalgtes 1870, men udgik ved valget 1878, idet han da var fraflyttet kredsen. Ifølge Valglovens herhen hørende bestemmelse mistede derved særlig købstæderne en af deres kyndigste repræsentanter på kommunallovgivningens område. 1870 blev han medlem af Kommissionen angående provinskøbstædernes forhold, 1872 departementsdirektør i Indenrigsministeriet, 1873-84 tillige kongelig kommissarius ved den lolland-falsterske jernbane, 1. januar 1874 desuden generaldirektør for Post- og Telegrafvæsenet samt Statsbanerne. 14. juli samme år indtrådte han som indenrigsminister i det Fonnesbechske ministerium, med hvilket han 11. juni 1875 trådte tilbage, idet han udnævntes til kammerherre. Tobiesen havde støttet indenrigsminister C.A. Fonnesbechs fæstelovforslag og stod politisk denne nær, hvorfor hans overtagelse af Indenrigsministeriet forekom logisk. Hans reserverede og barske attitude var dog lidet yndet af Rigsdagens medlemmer.
I samme måned blev han kongelig kommissarius ved den østsjællandske jernbane, 1876 tillige ved de sjællandske jernbaner, 1879 ved Gribskovbanen, 1880 ved Faxe Jernbane, 1884 ved de fynske statsbaner og ved jernbanen fra Odense til Svendborg og senere efterhånden ved en række andre jernbaner på Fyn og Sjælland, ligesom han var formand for flere taksationskommissioner; 1891 blev han kongelig kommissarius ved ekspropriationen af grunde og ejendomme til tilvejebringelse af en frihavn med tilhørende landarealer ved København. 1885 udnævntes han til Kommandør af Dannebrog af 2. grad, 1888 af 1. grad, 1899 til Storkors af Dannebrog.
Han ægtede 2. juli 1859 Bertha Jensen, datter af professor B.F. Jensen, overlærer ved
Metropolitanskolen.
Han er begravet på Gentofte Kirkegård. Der findes en karikaturtegning af Alfred Schmidt 1904 (Drømmebilleder) (Frederiksborgmuseet).